# Municipio de Illinois (condado de Nemaha)
El municipio de Illinois (en inglés, Illinois Township) es una subdivisión administrativa del condado de Nemaha, Kansas, Estados Unidos. Según el censo de 2020, tiene una población de 532 habitantes.
Abarca una zona mayoritariamente rural.

## Geografía
Está ubicado en las coordenadas 39°41′32″N 96°4′0″O / 39.69222, -96.06667. Según la Oficina del Censo de los Estados Unidos, tiene una superficie total de 92,81 km², de la cual 92,68 km² corresponden a tierra firme y (0,14 %) 0,13 km² es agua.

## Demografía
Según el censo de 2020, hay 532 personas residiendo en la zona. La densidad de población es de 5,74 hab./km². El 96,6 % de los habitantes son blancos; el 0,2 % es afroamericano; el 0,2 % es amerindio; el 0,2 % es de otra raza, y el 2,8 % son de una mezcla de razas. Del total de la población, el 1,3 % son hispanos o latinos de cualquier raza.

## Gobierno
El municipio está gobernado por una junta de tres miembros: un administrador (trustee), un tesorero y un secretario (clerk).